# Oedalacris antennata
Oedalacris antennata är en insektsart som först beskrevs av Carl Stål 1873.  Oedalacris antennata ingår i släktet Oedalacris och familjen gräshoppor. Inga underarter finns listade i Catalogue of Life.